# هيرمان أ. بلومنتال
هيرمان أ. بلومنتال (بالإنجليزية: Herman A. Blumenthal)‏ هو مصمم إنتاجي أمريكي، ولد في 21 مايو 1916 في لوس أنجلوس في الولايات المتحدة، وتوفي بنفس المكان في 30 مارس 1986.

## وصلات خارجية
- هيرمان أ. بلومنتال على موقع IMDb (الإنجليزية)
- هيرمان أ. بلومنتال على موقع ألو سيني (الفرنسية)
- هيرمان أ. بلومنتال على موقع أول موفي (الإنجليزية)
- هيرمان أ. بلومنتال على موقع قاعدة بيانات الأفلام السويدية (السويدية)
- هيرمان أ. بلومنتال على موقع قاعدة بيانات الفيلم (الإنجليزية)
- هيرمان أ. بلومنتال على موقع كينوبويسك (الروسية)